# 호롱

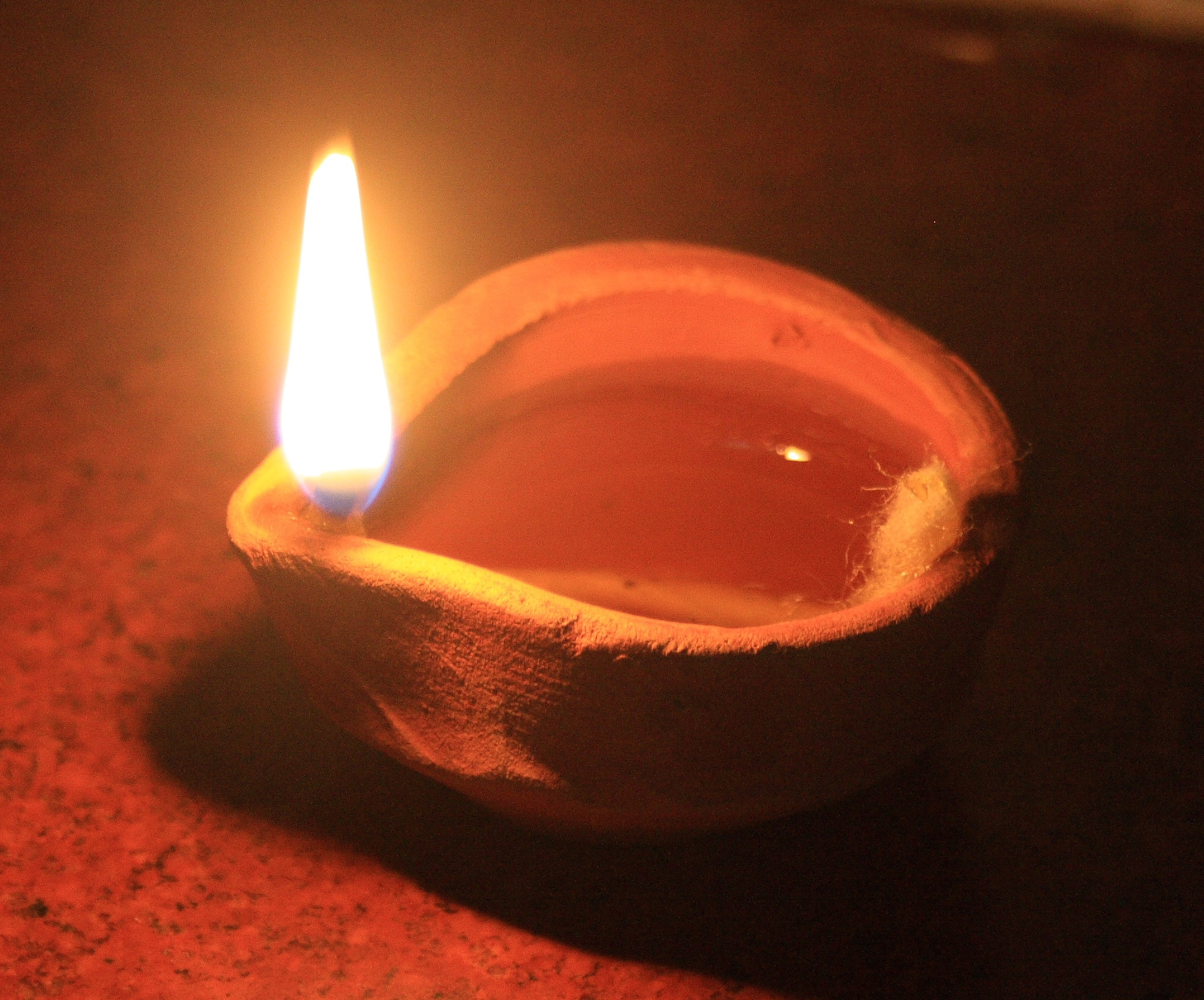
힌두교의 호롱불.

호롱(oil lamp) 또는 등잔(燈盞)은 기름을 채워 거기 불을 붙임으로써 빛을 밝히는 조명도구이다. 호롱에 밝힌 불을 호롱불 또는 등잔불이라 한다.

## 역사
최초의 호롱이 언제 어디에서 사용되었는지는 언급하기가 매우 난해하다. 최초의 램프는 자연적으로 발생한 코코넛, 바닷조개, 달걀껍질, 속이 빈 돌로 만들어졌다. 가장 오래된 석유 램프는 1940년 라스코 동굴에서 발견되었으며 10,000~15,000년 전으로 추정된다.

## 같이 보기
- 조명